# Família Adragna
La família Adragna és una casa noble italiana. La família governava el territori d'Altavilla Milicia a Sicília, Itàlia.

## Història
Es pot seguir l'arbre genealògic de la família fins a la conquesta Normanda de Sicília i prové de la noblesa antiga de Bolonya. Relacionada amb la família Pepoli de Bolonya, els ancestres de la noble família es remunten a més de 800 anys.
La família es troba a Salemi, Mazzara, i avui a Trapani. El noble Giuseppe Adragna estava entre els primers jurats de Salemi els anys 1567–68; 1573–74. A Mazzara, Pietro Adragna va tenir el lloc de Capità de Justicia el 7 d'octubre de 1665. Com a reconeixement dels drets feudals de la família, a Francesco Adragna se li va concedir el títol de Baró de Altavilla Salina per Ferran I de les Dues Sicílies. Avui, la  Comissió siciliana d'Heràldica llista la família en el Llibre Daurat de la Noblesa italiana, ara conservat en els arxius històrics italians a Roma. Com altres famílies normandes d'Itàlia, la Casa d'Adragna té enllaços històrics amb els Cavallers Hospitalers (l'actual Orde de Malta) a través de participació en el Croades en Terra Sagrada.
Gioacchino Napoleone Pepoli, cosí de la família Adragna, va ser senador del Regne d'Itàlia, alcalde de Bolonya i enviat italià a Rússia. A més, també era nebot de Napoleó Bonaparte a través de la seva mare, la princesa Louisa Julie Caroline Murat, filla del príncep Joachim Murat - cunyat de Napoleó.

## Edificis notables

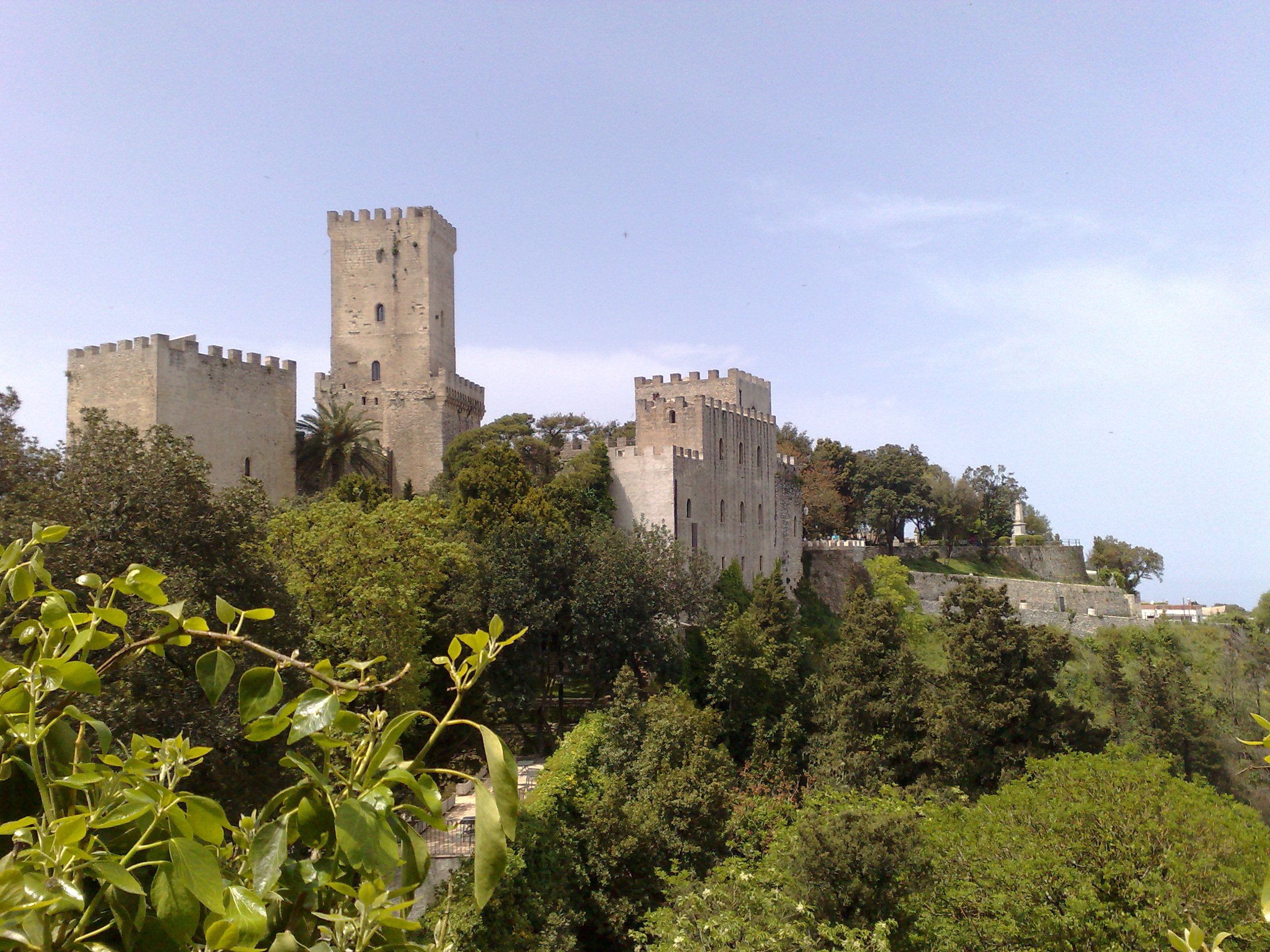
Castell del Balio (Torri Pepoli), part d'un complex de castells a Erice

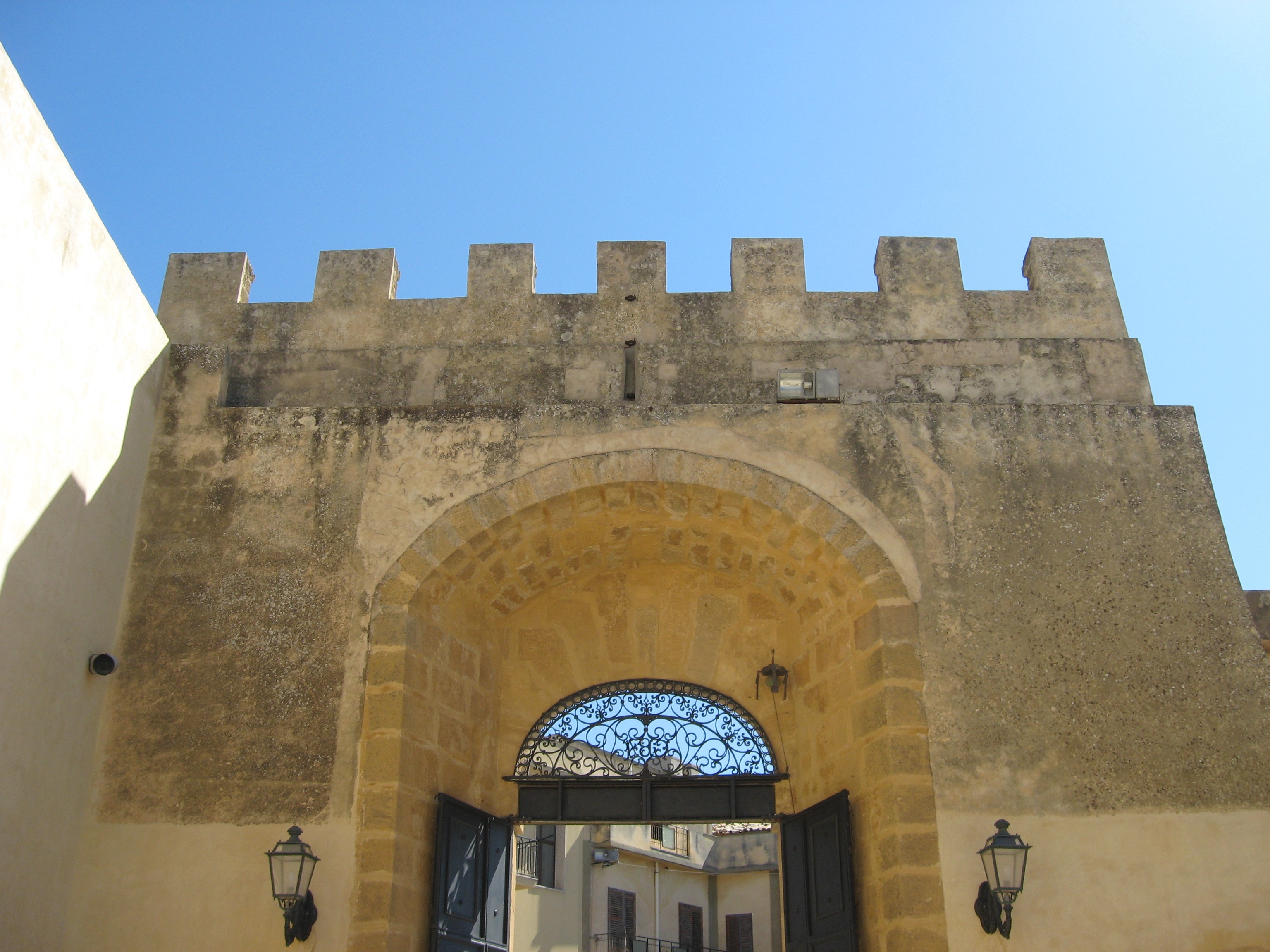
Porta del Castell Grifeo (Partanna)

Castell Grifeo a Partanna, Trapani, un castell medieval datat cap el 1300, va ser propietat de la família de 1890 fins que va ser donat al Departament de Patrimoni Cultural de Trapani el 1991.
L'últim Rei d'Itàlia, Humbert II d'Itàlia va visitar el Castell el 1941 com a Príncep hereu.
A través de la relació amb la família Pepoli, el Castell normand a Erice, que inclou la Torri Pepoli, és parcialment propietat de la família Adragna. A Valderice, la Vil·la Betania, va ser construïda pel Baró Girolamo Adragna en la segona meitat del segle xix.
Estructures i edificis notables associats amb la família:
- Vil·la Adragna, Valderice
- El complex de torres/castells que inclouen Castell de Venus, Castello del Balio - també conegut com a Torri Pepoli, i la Torretta Pepoli a Erice[16]

## A la literatura, mitjans de comunicació i cultura popular
El personatge del Baró Adragna apareix a la novel·la de ficció de Vito Bruschini El Príncep (publicat en italià com The Father – Il Padrino dei Padrini è). El llibre descriu l'ascens del Partit Feixista italià a Sicília, seguint la història de Ferdinando Licata, un noble sicilià conegut com el príncep. El Baró Adragna apareix com un noble conservador que s'oposa al govern popular.

## Membres notables

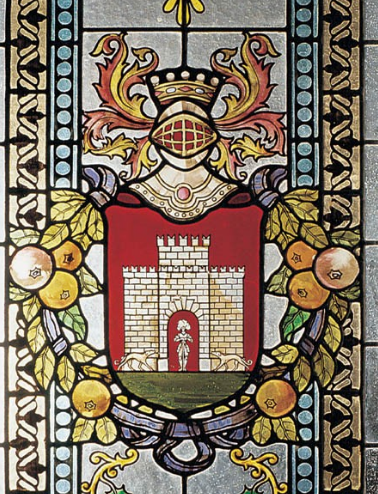
Escut d'armes familiar dels Adragna Abric, Pallazo Adragna

- Giuliano Adragna, Notari de Trapani c.1486
- Giuseppe Adragna III, Jurat de Salemi, 1567–68 i 1573–74
- Francesco Adragna jo, Baró della salina di Altavilla
- Stefano Adragna, mecenes del Renaixement italià – va encarregar escultors Bartolomeo Berrettaro i Giuliano Mancino, c.1517, per l'Església de Santa Maria della Grazia, Església de l'anunciació (Alcamo) i la Cappella Adragna.[20]
- Giuseppe Beccadelli di Bologna, VI Príncep de Camporeale, III Duc d'Adragna
- Antonio Maria Adragna (1818–1890), 104è Ministre General de l'Orde dels Framenors
- Vincenzo Adragna, autor, historiador i acadèmic, Universitat de Palerm
- Benedetto Adragna, Senador italià i Qüestor (2008–2013)